# Afghanomastax
Afghanomastax is een geslacht van rechtvleugeligen uit de familie Eumastacidae. De wetenschappelijke naam van dit geslacht is voor het eerst geldig gepubliceerd in 1974 door Descamps.

## Soorten
Het geslacht Afghanomastax  is monotypisch en omvat slechts de volgende soort:
- Afghanomastax kalatakiae (Descamps, 1974)